# 1997년 대한민국 FA컵
1997년 FA컵은 대한축구협회에서 주관한 컵 대회인 FA컵의 2번째 시즌이다. 11월 20일부터 29일 사이에 프로 구단 이외에 실업, 대학, 아마추어 성인 구단이 모두 참여하여 1997년 대한민국 성인축구 최강팀을 가리기위해 개최되었다.
우승상금 3000만원(준우승 1500만원, 3위 500만원)을 두고, 본선은 K리그 10개 팀, 실업축구연맹전 5개 팀, 대학축구 5개 팀이 참가하여 녹아웃 토너먼트 방식으로 열렸다.

## 예선 경기 결과

### 1라운드
1라운드는 K리그의 FA컵 1996 8강 및 4강 진출 실패 팀들인 부산 대우 로얄즈, 전남 드래곤즈, 천안 일화 천마, 안양 LG 치타스 4팀과 비 K리그 팀들이 16강전 진출을 놓고 대결했다.

11월 20일 K리그 팀의 연고지 경기장에서 치러졌다.
| 11월 20일 | 부산 대우 로얄즈      | 1 - 2 (연장전) | 주택은행                   | 마산종합운동장 |  |  |
|           | - 마니치 73′ (페널티) |                | - 이수재 49′ - 이종주 114′ |                |  |  |
|           |                       |                |                            |                |  |  |

| 11월 20일 | 전남 드래곤즈             | 2 - 0 | 울산대학교 | 광양축구전용구장 |  |  |
|           | - 노상래 3′, 12′ (페널티) |       |            |                  |  |  |
|           |                           |       |            |                  |  |  |

| 11월 20일 | 천안 일화 천마                     | 2 - 0 | 아주대학교 | 천안오룡경기장 |  |  |
|           | - 신태용 25′ (페널티) - 이상윤 28′ |       |            |                |  |  |
|           |                                    |       |            |                |  |  |

| 11월 20일 | 안양 LG 치타스                                  | 3 - 2 | 상무                     | 안양종합운동장 |  |  |
|           | - 올레그 31′ (페널티) - 빅토르 71′ - 서정원 90′ |       | - 박남열 7′ - 최문식 52′ |                |  |  |
|           |                                                 |       |                          |                |  |  |

## 본선 경기 결과

### 16강전
16강전은 11월 21일 또는 22일에 열렸다. 경기들은 K리그 팀의 연고지 경기장에서 치러졌다. K리그 팀들 중 신생팀인 대전 시티즌과 1회전 통과팀인 천안 일화 천마는 원정경기를 치렀다.
| 11월 21일 | 포항 스틸러스   | 2 - 1 | 연세대학교   | 포항스틸야드 |  |  |
|           | - 투무 18′, 81′ |       | - 정상남 65′ |              |  |  |
|           |                 |       |              |              |  |  |

| 11월 21일 | 부천 SK                            | 2 - 1 | 기업은행     | 목동종합운동장 |  |  |
|           | - 유재두 53′ (자책골) - 미카엘 54′ |       | - 최동식 70′ |                |  |  |
|           |                                    |       |              |                |  |  |

| 11월 21일 | 수원 삼성 블루윙즈        | 2 - 1 | 한일생명     | 청주종합운동장 |  |  |
|           | - 데니스 58′ - 이진행 76′ |       | - 최선걸 41′ |                |  |  |
|           |                           |       |              |                |  |  |

| 11월 22일 | 전남 드래곤즈             | 2 - 0 | 대전 시티즌 | 광양축구전용구장 |  |  |
|           | - 김상호 15′ - 노상래 54′ |       |             |                  |  |  |
|           |                           |       |             |                  |  |  |

| 11월 22일 | 주택은행                               | 3 - 2 | 중앙대학교        | 마산종합운동장 |  |  |
|           | - 최은석 41′ - 이종주 56′ - 서강운 74′ |       | - 장기봉 22′, 39′ |                |  |  |
|           |                                        |       |                   |                |  |  |

| 11월 22일 | 울산 현대 호랑이               | 3 - 1 | 이랜드       | 울산공설운동장 |  |  |
|           | - 김현석 47′, 77′ - 김기남 89′ |       | - 강성호 67′ |                |  |  |
|           |                                |       |              |                |  |  |

| 11월 22일 | 전북 다이노스             | 2 - 3 (연장전) | 천안 일화 천마                        | 전주종합경기장 |  |  |
|           | - 김도훈 13′ - 이태훈 88′ |                | - 신태용 8′ - 김이주 24′ - 박광현 98′ |                |  |  |
|           |                           |                |                                       |                |  |  |

| 11월 22일 | 안양 LG 치타스                         | 3 - 2 | 고려대학교                | 안양종합운동장 |  |  |
|           | - 올레그 13′ - 이원준 23′ - 김종연 83′ |       | - 이정민 29′ - 박경환 49′ |                |  |  |
|           |                                        |       |                           |                |  |  |

### 8강전
8강전은 11월 24일 또는 25일에 치러졌다. 8강부터는 제3구장인 광주무등경기장에서 치러졌다.
| 11월 24일 | 포항 스틸러스                                                                  | 7 - 0 | 주택은행 | 광주무등경기장 |  |  |
| 12:30     | - 박지호 15′, 28′ - 박태하 59′ - 투무 65′ - 산더 77′ - 장영훈 86′ - 박영섭 90′ |       |          |                |  |  |
|           |                                                                                |       |          |                |  |  |

| 11월 24일 | 천안 일화 천마 | 1 - 0 | 울산 현대 호랑이 | 광주무등경기장 |  |  |
| 15:00     | - 아보라 7′    |       |                  |                |  |  |
|           |                |       |                  |                |  |  |

| 11월 25일 | 전남 드래곤즈                           | 3 - 2 | 부천 SK                   | 광주무등경기장 |  |  |
| 12:30     | - 스카첸코 4′ - 임재선 27′ - 노상래 77′ |       | - 박성철 32′ - 보리스 49′ |                |  |  |
|           |                                         |       |                           |                |  |  |

| 11월 25일                                    | 수원 삼성 블루윙즈      | 2 - 2 (연장전) (3 - 2 승부차기)            | 안양 LG 치타스           | 광주무등경기장 |  |  |
| 15:00                                        | - 조현두 34′ - 올리 38′ |                                            | - 서정원 1′ - 김종연 56′ |                |  |  |
|                                              |                         | 승부차기                                   |                          |                |  |  |
| - 올레그 - 서정원 - 무탐바 - 김대성 - 김봉수 |                         | - 데니스 - 올리 - 이기형 - 조현두 - 이병근 |                          |                |  |  |
|                                              |                         |                                            |                          |                |  |  |

### 준결승전
준결승전은 11월 27일에 치러졌다.
| 11월 27일 | 포항 스틸러스 | 0 - 1 | 천안 일화 천마 | 광주무등경기장 |  |  |
| 12:00     |               |       | - 신태용 63′   |                |  |  |
|           |               |       |                |                |  |  |

| 11월 27일 | 전남 드래곤즈                                  | 4 - 3 (연장전) | 안양 LG 치타스                 | 광주무등경기장 |  |  |
| 14:15     | - 스카첸코 18′, 60′ - 노상래 26′ - 마시엘 114′ |                | - 세이트 21′ - 서정원 78′, 83′ |                |  |  |
|           |                                                |                |                                |                |  |  |

### 결승전
결승전은 11월 29일에 치러졌다.

## 시상
| 부문           | 이름          | 소속          | 부상          |
| -------------- | ------------- | ------------- | ------------- |
| 최우수선수상   | 김정혁        | 전남 드래곤즈 | 아반떼 승용차 |
| 득점상         | 노상래        | 전남 드래곤즈 | 상금 300만 원 |
| 최우수지도자상 | 허정무        | 전남 드래곤즈 |               |
| 페어플레이팀   | 전남 드래곤즈 | 전남 드래곤즈 |               |

## 같이 보기
- K리그 1997